# Омельково (Свердловская область)
Омельково — деревня в Артинском городском округе Свердловской области. Входило в состав Барабинского сельского совета.

## Географическое положение
Омельково расположено в 22 километрах на юго-юго-запад от районного и окружного центра — посёлка городского типа Арти, в среднем течении реки Карзи.

## Население
По данным переписи населения 2010 года, в деревне проживало 170 человек.